# Iglesia de Adolfo Federico
Adolf Fredriks kyrka ("La iglesia de Adolfo Federico") es una iglesia en el centro de Estocolmo, Suecia. Se construyó entre 1768 y 1774, reemplazando una capilla de madera del 1674, que estaba dedicada a San Olaf.
En su cementerio fue donde René Descartes estuvo enterrado de primera instancia en 1650, antes de que sus restos fueran trasladados definitivamente a Francia. Dentro de la iglesia se encuentra un mausoleo en memoria de Descartes que mandó instalar Gustavo III. Otros personajes célebres enterrados en su cementerio son el primer ministro sueco Olof Palme, asesinado a solamente una manzana de la iglesia, además del primer ministro Hjalmar Branting.